# Paracocculina cervae
Paracocculina cervae är en snäckart som först beskrevs av Fleming 1948.  Paracocculina cervae ingår i släktet Paracocculina och familjen Cocculinidae. Inga underarter finns listade i Catalogue of Life.